# Johanna Reiss
Johanna Reiss, geboren als Annie de Leeuw (Winterswijk, 4 april 1932) is een Nederlandse kinderboekenschrijfster. Zij is bekend geworden als auteur van De schuilplaats, een boek over haar leven als Joodse onderduiker in Usselo in de Tweede Wereldoorlog.
Na de oorlog ging Annie de Leeuw naar de Verenigde Staten, waar ze met Jim Reiss in het huwelijk trad. Meer dan zestig jaar woont ze in New York, maar nog steeds komt ze een paar keer per jaar naar Nederland en Duitsland om op scholen met jonge mensen te spreken. Haar boek De schuilplaats van 1972 werd in 2018 opnieuw uitgegeven en bij die gelegenheid werd de Johanna Reiss Award, een onderscheiding voor moedige jonge mensen, in Enschede in het leven geroepen.